# Monstera perforowana
Monstera perforowana, monstera ukośna (Monstera obliqua Miq.) – gatunek wieloletnich, wiecznie zielonych pnączy z rodziny obrazkowatych, pochodzący z Trynidadu i obszaru od Kostaryki do Peru i środkowej Brazylii, zasiedlający lasy deszczowe strefy równikowej.
Z uwagi na atrakcyjne ulistnienie rośliny te są uprawiane jako rośliny pokojowe.